# Szerbia és Montenegró a Junior Eurovíziós Dalfesztiválokon
Szerbia és Montenegró egyetlen alkalommal vett részt a Junior Eurovíziós Dalfesztiválon.
Szerbia és Montenegró műsorsugárzói a Radio-televizija Srbije és a Radio Televizija Crne Gore voltak, amelyek 2001 óta tagjai az Európai Műsorsugárzók Uniójának. Az ország 2005-ben csatlakozott a versenyhez.

## Története

### Évről évre
Szerbia és Montenegró egyetlen indulója a 2005-ös Junior Eurovíziós Dalfesztiválon vett részt. Az énekes Filip Vučić volt, aki a Ljubav pa fudbal című dalát adta elő a hasselti versenyen. 29 ponttal a tizenharmadik helyen végzett.
Szerbia és Montenegró felbomlása után Szerbia 2006-ban, míg Montenegró 2014-ben csatlakozott a versenyhez. Az ország harmadik utódállama, Koszovó pedig még nem tagja az EBU-nak, így nem indulhat a versenyen.

### Nyelvhasználat
Szerbia és Montenegró egyetlen dala teljes egészében montenegrói nyelvű volt.

## Résztvevők
| Év   | Előadó      | Dal              | Magyar fordítás                | Helyezés | Pontszám |
| ---- | ----------- | ---------------- | ------------------------------ | -------- | -------- |
| 2005 | Filip Vučić | Ljubav pa fudbal | Inkább a szerelem, mint a foci | 13.      | 29       |

## Szavazás
Szerbia és Montenegró a következő országoknak adta a legtöbb pontot:
| #  | Ország           | Pont |
| -- | ---------------- | ---- |
| 1. | Spanyolország    | 12   |
| 2. | Észak-Macedónia  | 10   |
| 3. | Fehéroroszország | 8    |
| 4. | Románia          | 7    |
| 5. | Horvátország     | 6    |

Szerbia és Montenegró a következő országoktól kapta a legtöbb pontot:
| #  | Ország          | Pont |
| -- | --------------- | ---- |
| 1. | Észak-Macedónia | 10   |
| 2. | Horvátország    | 6    |
| 3. | Ciprus          | 1    |